# 胡志明旧居 (柳州市)
胡志明旧居位于中国广西壮族自治区柳州市，2006年被列为第六批全国重点文物保护单位，包括南洋客栈旧址、乐群社旧址、蟠龙山扣留所旧址、红楼旧址。
南洋客栈旧址位于鱼峰区柳石路2号，1930年建成，1943年9月至1944年9月胡志明在客栈内居住并开展革命活动。
乐群社旧址位于鱼峰区柳石路1号，原为柳州汽车总站，1927年建成，1935年改名为乐群社。1943年至1944年胡志明经常与越南革命同盟会的主要领导人在此会面。
蟠龙山扣留所旧址位于柳州市鱼峰区蟠龙山的一个山洞，今柳州医学高等专科学校内，原为第四战区政治部军人扣留所。胡志明1942年底至1943年两次被关押在此处。
红楼旧址位于城中区友谊路1号柳州饭店内，1954年7月胡志明在此与周恩来举行秘密会谈，就和平解决中南半岛问题的日内瓦会议涉及的重大问题交换意见，并发表了联合公报。
- 南洋客栈旧址
- 乐群社旧址